# Spartan Stadium (East Lansing)
Pour les articles homonymes, voir Spartan Stadium.
 (mai 2018).
Si vous disposez d'ouvrages ou d'articles de référence ou si vous connaissez des sites web de qualité traitant du thème abordé ici, merci de compléter l'article en donnant les références utiles à sa vérifiabilité et en les liant à la section « Notes et références ».
Le Spartan Stadium est un stade de 75 005 places situé sur le campus de l'Université d'État du Michigan à East Lansing (Michigan). C'est le stade dans lequel l'équipe de football américain de l'Université joue ses matchs à domicile.

## Événements
Le 6 octobre 2001, le stade accueille The Cold War, un match entre les équipes rivales de l'Université d'État du Michigan et de l'Université du Michigan, au cours duquel est battu le record mondial d'affluence pour un match de hockey sur glace, avec 74 544 spectateurs.

## Galerie

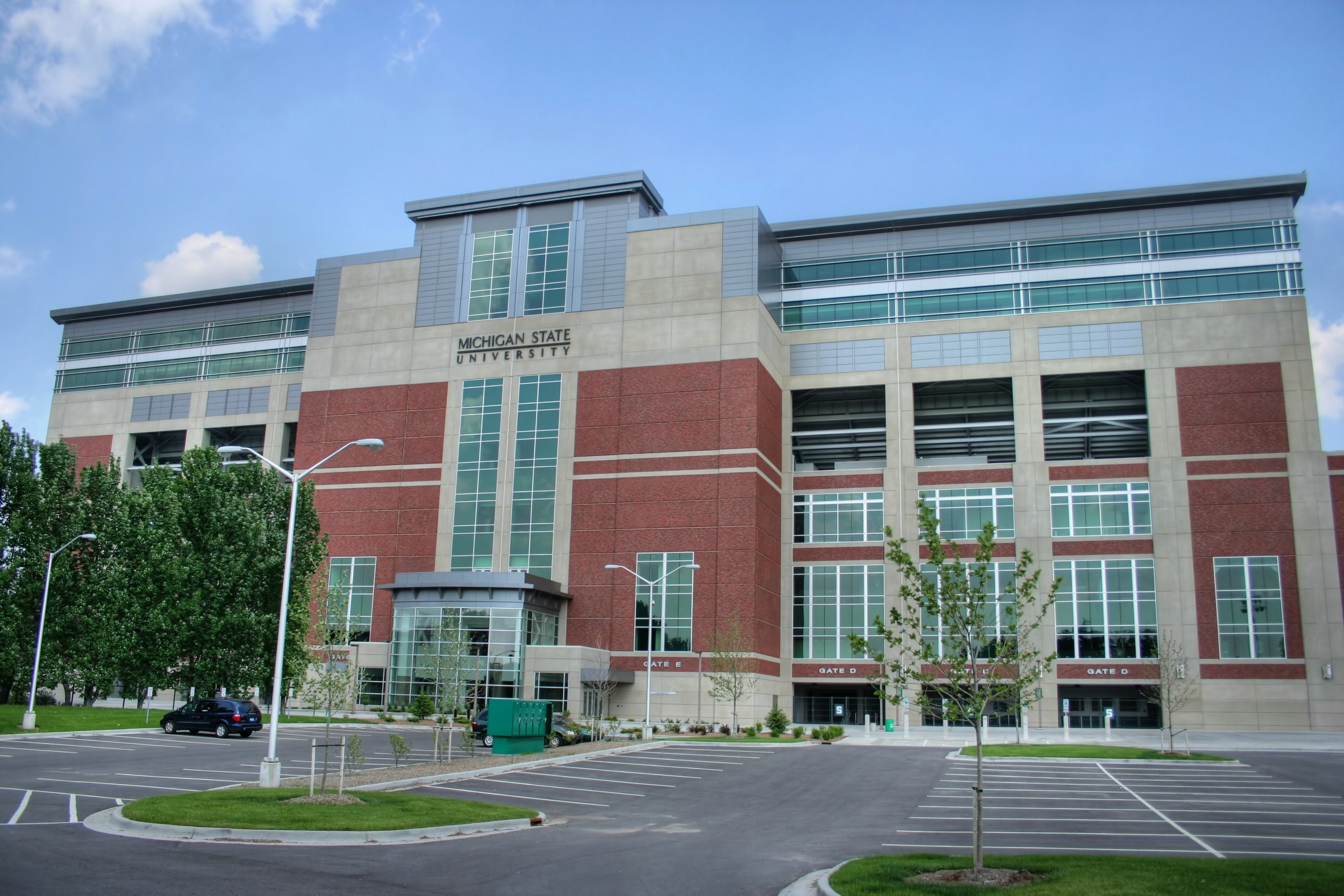
Spartan Stadium